# Balás P. Elemér
Balás Péter Elemér (Szabadka, 1883. január 28. – Budapest, 1947. december 17.) jogtudós, egyetemi tanár, az MTA levelező tagja.

## Életpályája
1905-ben a kolozsvári egyetemen szerezte meg jogi doktori diplomáját. Gyakorlati jogászként kezdte pályáját, először a makói járásbíróság fogalmazója volt, majd a szegedi törvényszék jegyzője, később a nagykikindai ügyészség alügyésze, majd ügyésze lett. 1916-ban az Igazságügyi Minisztérium törvény-előkészítő osztályára került, ahol 1937-ig dolgozott, 1935-től kúriai bírói rangban. 1934-ben habilitált büntetőjogi területen, majd 1937-ben kinevezték a szegedi egyetem polgári törvénykezési jogi tanszékére tanszékvezető egyetemi tanárnak. 1940-ben a kolozsvári tudományegyetemen a magyar polgári és büntető törvénykezési jog, egyben az anyagi büntetőjog professzora volt, és emellett a Polgári és Büntető Törvénykezési Jogi Szeminárium igazgatója. 1945 után egészen 1947-ben bekövetkezett haláláig tanszékvezető egyetemi tanár volt Szegeden, mint a büntetőjog és a büntető eljárásjog professzora.

## Munkássága, tudományos testületi tagságai
Több területen is maradandót alkotott, jogi polihisztornak is nevezték. A büntetőjog mellett a magánjog, a szerzői jog, a sajtójog foglalkoztatta. Egyik fő műve Az okozatosság büntetőjogi problematikája című monográfia, amely 1936-ban jelent meg. Büntetőjogi gondolkodását meghatározták az I. világháború vége felé jelentkező égető társadalmi kérdések, előszeretettel foglalkozott a gazdasági bűncselekmények problematikájával. Időtálló javaslatokat tett a büntető perorvoslati reformmal kapcsolatban, és anyagi büntetőjogi munkásságához szorosan kapcsolódik büntető eljárásjogi tevékenysége is. Emellett a szellemi alkotások oltalmának kérdéskörével is foglalkozott. A szerzői jog és a sajtójog országosan elismert egyik legkiválóbb művelője volt. A rádiózás korszakának kezdetén, 1927-ben írta a Rádió, szerzői jog, sajtójog című monográfiáját. A személyiségi jogok kérdéskörével is foglalkozott, a Szladits Károly által szerkesztett nagy Magyar magánjog első kötetében ő írta a személyiségi jogról, valamint a szerzői jogról írt fejezeteket.
1943-ban megválasztották a Magyar Tudományos Akadémia levelező tagjának. Székfoglalóját "Perszemlélet és kriminálpolitika" címmel írta. Az Akadémia Jogtudományi Bizottságának meghívott, majd később rendes tagja lett.
Emellett számos szakmai szervezet tagja is volt: a Szerzői Jogi Szakértői Bizottságnak, a Törvényszéki Orvosi Vizsgálóbizottságnak, társelnöke az Iparjogvédelmi Egyesületnek, alelnöke a Sajtótudományi Társaságnak és a Társadalomtudományi Társulatnak.

### Főbb művei
- Az árdrágító visszaélésekről szóló törvény (1916:IX. t.-c.) a gyakorlatban. Budapest : Magyar Jogélet, 1917. 129 p.
- Bevezetés a jogtudományokba : lejegyezve Balás P. Elemér előadásai alapján. [S.l.] : [s.n.], [1945]. 21 p.
- Degré Lajos és a végszükség problémája. Szeged : Városi Ny., 1937. 32 p.
- Dinamikus dologi szemlélet a magánjogban : a versenyjog alapproblémája. Budapest : Attila Ny, 1940. 66 p.
- Funkcionális felelősség a büntetőjogban. Budapest : Pallas, 1933. 27 p.
- A kiskorúak és gondnokoltak büntetőjogi védelme. Budapest : Szerző, 1943. 222 p.
- A község büntetőjogi vonatkozásai. Budapest : Magyar Királyi Állami Ny, 1938. 43 p.
- A magyar büntető perjog fejlődése a világháború után. Kolozsvár : Nagy Ny., 1941. 40 p.
- A modern perjogi tudomány fejlődési iránya. Budapest : Grill K, 1939. 16 p.
- Az okozatosság bűntetőjogi problematikája. Budapest : MTA, 1936. 219 p.
- Rádió, szerzői jog, sajtójog. Budapest : Csáthy F., 1927. 46 p.
- Reformgondolatok a bűnvádi perjog körében. [Kecskemét] : Első Kecskeméti Hírlapkiadó, [1933]. 34 p.
- Sajtójogi gyakorlat : a sajtó 1927. évi gyakorlatából. Budapest : Csáthy F., 1928. 84 p.
- Sajtójogi gyakorlat : a sajtó 1928. évi folyamából. Budapest : Csáthy F., 1929. 136 p.
- A Széchenyi-Kossuth-ellentét hírlapi vitájuk tükrében. Kolozsvár : M. Kir. Ferenc József. Tud. Egy., 1943. 230 p.
- Szerzői jog és dologi dinamizmus. Győr : Hírlap Ny., 1938. 22 p.
- Szerzői jogi reformtörekvések. Budapest : Csáthy F., 1927. 51 p.
- Szerzői magánjogunk de lege ferenda. Szeged : [s.n.], 1938. 48, [1] p.
- A tisztességtelen verseny büntetőjoga : 1923:V. Tc. 16-29. §. Budapest : Váci Fegyint. Ny, 1924. 120 p.
- Az uzsoráról szóló 1932:VI. törvénycikk magyarázata. Budapest : Franklin, 1932. 136 p.
- Vezérfonál az anyagi büntetőjogi előadásokhoz : előadások a szegedi Tudományegyetem jog- és államtudományi Karán szervezett esti munkástanfolyamon, az 1946-47. tanévben. [Szeged] : Szegedi Tudományegyetem Jog- és Államtudományi Kara, 1947. 92 p.
- Werbőczy, a modern ember. Kolozsvár : [s.n.], 1941. 46 p.